# گواستیسال
گواستیسال (انگلیسی: Guacetisal) دارویی است که برای درمان بیماریهای التهابی تنفسی به کار می‌رود. از نظر شیمیایی، این استر حاصل از ترکیب آسپرین و گایاکول است.